# Statul Osun
Osun este un stat  în Nigeria. Reședința sa este orașul Oshogbo.